# Livingston County, Kentucky
Livingston County är ett administrativt område i delstaten Kentucky, USA, som hade cirka 9 500 invånare år 2010. Den administrativa huvudorten (county seat) är Smithland. Den största staden är Salem, men det största samhället är den folkräkningsbestämda platsen Ledbetter.

## Geografi
Enligt United States Census Bureau så har countyt en total area på 886 km². 818 km² av den arean är land och 68 km² är vatten. 

### Angränsande countyn
- Hardin County, Illinois - norr
- Crittenden County - nordost
- Lyon County - sydost
- Marshall County - syd
- McCracken County - sydväst
- Massac County, Illinois - väster
- Pope County, Illinois - nordväst